# Mylothris mafuga
Mylothris mafuga is een vlindersoort uit de familie van de Pieridae (witjes), onderfamilie Pierinae.
Mylothris mafuga werd in 1981 beschreven door L. Berger.